# Airu Shiozaki
Airu Shiozaki (汐崎 アイル Shiozaki Airu?,  Irlanda, 15 de junio de 1984) es un actor, seiyū y modelo irlandés de ascendencia japonesa, cuya toda su carrera ha sido desarrollada en Japón. Es representado por Dandelion.

## Biografía
Shiozaki nació el 15 de junio de 1984 en Irlanda, hijo de padre japonés y madre irlandesa. Se trasladó junto a su familia a la prefectura de Osaka cuando tenía cinco años de edad. Comenzó a trabajar como modelo a tiempo parcial mientras aún asistía a la escuela secundaria y se mudó a Tokio en 2001. Poco después se unió a la agencia Gig Management Japan y debutó como modelo profesional para Men's Non-no. En 2006, Shiozaki debutó como actor interpretando a Hikaru Amane en los musicales de The Prince of Tennis. El 19 de enero de 2007, cambió su nombre artístico de "Ire" (apodo que le fue dado por haber nacido en Irlanda; «Ireland» en inglés) a Airu Shiozaki. "Airu" no es su verdadero nombre, sino que deriva de la romanización japonesa de su anterior apodo.
El 30 de junio de 2013, Shiozaki abandonó Gig Management Japan y comenzó a trabajar como artista independiente. En 2015, se unió a la agencia clione/mimic. En 2016, debutó como seiyū en la serie de anime Nanbaka, donde le dio voz al personaje de Rock. En abril de 2018, su contrato con clione/mimic finalizó y desde julio del mismo año pertenece a la oficina de entretenimiento Dandelion.

## Filmografía

### Televisión
- Rennai Shindan (2007, TV Tokyo) como Leo Kaminaga
- Bit World (2012, NHK Educational TV) como Glenn Diabroma

### Películas
- Super Cub (2008) como Kengo Sudo
- S: Saigo no Keikan (2015)
- Natsuzora no Kimi to (2016)

### Anime
- Nanbaka (2016) como Rock[2]

### Videojuegos
- Soul Calibur V como Narazumono